# خشخاش كليفورنية
خشخاش كليفورنية نوع من أنواع الخشخاش وقد يسمى الخشخاش الناري. نوع طبي تزييني. يستخرج منها عصارة ذهبية اللون لها استعمال طبي، وجذوره وسوقه وأوراقه وأزهاره تحوي كمًا جيدًا من المورفين. هذا النبات متوطن في ولاية كلفرنية حيث يوجد في وسط وجنوب غربيها. ينمو في غابات الحرشية وغابات البلوط وغيرها من الموائل وغالبًا في الأماكن التي احترقت مؤخرًا.